# Monika Hauff

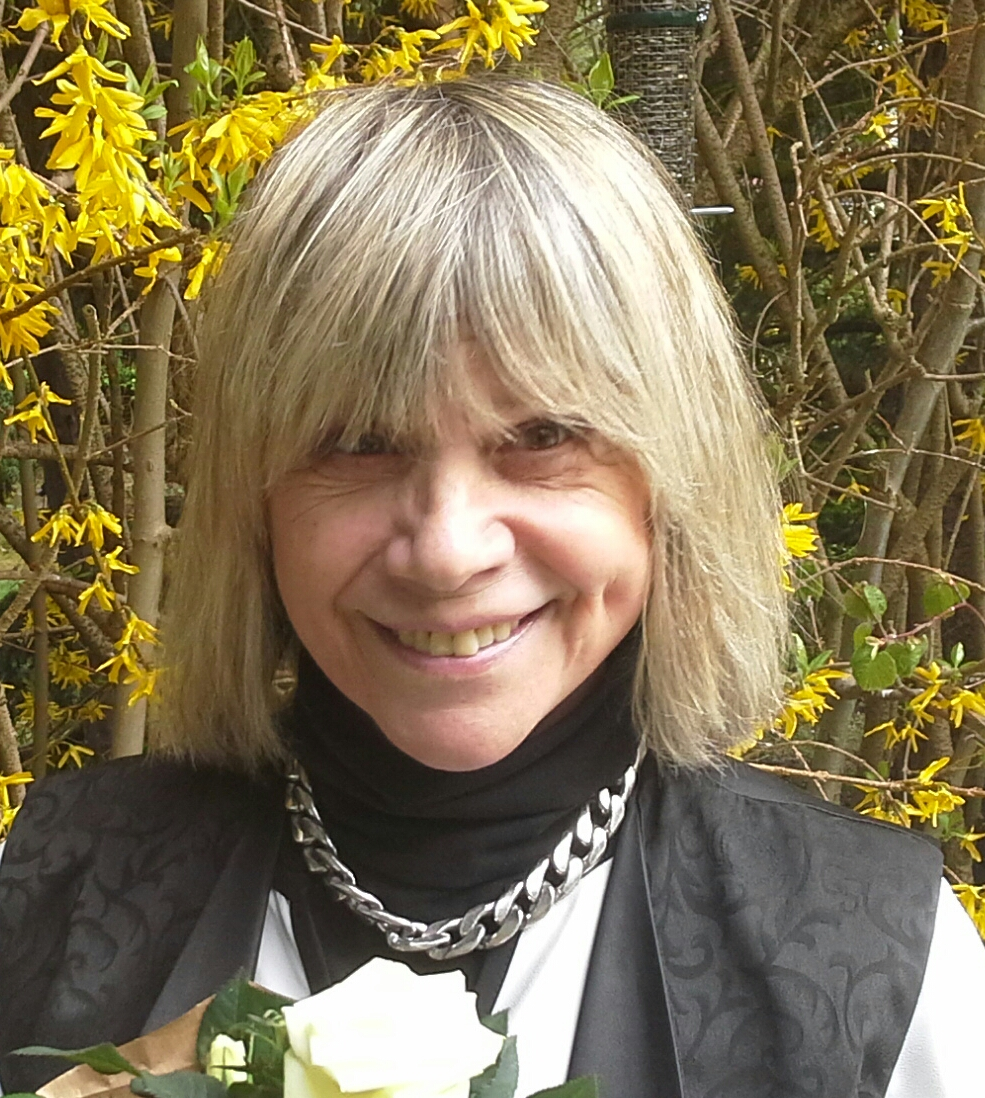
Monika Hauff, April 2016

Monika Hauff (* 17. April 1944 in Wernigerode) ist eine deutsche Sängerin. Sie bildet zusammen mit Klaus-Dieter Henkler das Berliner Gesangs- und Moderatorenduo Hauff und Henkler. Die beiden haben über 300 Lieder aufgenommen und mehr als zehn Millionen Tonträger verkauft. 2013 und 2014 feierten Hauff & Henkler ihr 45-jähriges Bühnenjubiläum als Duo.

## Werdegang
Monika Hauff legte ihr musikalisches Fundament im Rundfunk-Jugendchor Wernigerode unter der Leitung von Friedrich Krell. Nach dem Besuch der Erweiterten Oberschule sowie einer Ausbildung als Medizinisch-Technische Assistentin in Saalfeld, Thüringen, wo sie auch mehrere Jahre lebte, sang Monika Hauff in verschiedenen Bands. 1967 errang sie beim Internationalen Schlagerfestival der Ostseeländer in Rostock den 1. Preis. Im selben Jahr nahm die Sängerin bei Amiga das Lied Über uns strahlt hell der Stern der Liebe von Walter Eichenberg und Harro Korth auf. 1968 kam sie zum Studio für Unterhaltungskunst und erreichte beim Internationalen Schlagerfestival der Ostseeländer in Rostock einen 2. Preis. Am Anfang desselben Jahres produzierte sie gemeinsam mit Klaus-Dieter Henkler – vor der Gründung des Duos Hauff & Henkler – das Lied Tausend Fragen von Jürgen Heider und Harro Korth beim Berliner Rundfunk.
Nach der deutschen Wiedervereinigung trat sie unter anderem in Fernsehsendungen wie So schön ist unser Deutschland (ZDF) und Großes Wunschkonzert der Volksmusik (Sat.1) auf.
Das Album Das war ein Meisterschuss – Unsere großen Stimmungshits wurde 1996 veröffentlicht. 1998 folgte das Album Leise rieselt der Schnee. Im Jahr 2000 wurde das Album Nur für Euch (Hauff & Henkler) herausgebracht.

## Auszeichnungen
- Nationalpreis der DDR III. Klasse für Kunst und Literatur
- 1994: Hermann-Löns-Medaille